# Blaue Erde
| ❮ | System          | Serie    | Stufe      | ≈ Alter (mya) |
| ❮ | später          | später   | später     | jünger        |
| - | --------------- | -------- | ---------- | ------------- |
| ❮ | P a l ä o g e n | Oligozän | Chattium   | 23,03 ⬍ 28,1  |
| ❮ | P a l ä o g e n | Oligozän | Rupelium   | 28,1 ⬍ 33,9   |
| ❮ | P a l ä o g e n | Eozän    | Priabonium | 33,9 ⬍ 38     |
| ❮ | P a l ä o g e n | Eozän    | Bartonium  | 38 ⬍ 41,3     |
| ❮ | P a l ä o g e n | Eozän    | Lutetium   | 41,3 ⬍ 47,8   |
| ❮ | P a l ä o g e n | Eozän    | Ypresium   | 47,8 ⬍ 56     |
| ❮ | P a l ä o g e n | Paläozän | Thanetium  | 56 ⬍ 59,2     |
| ❮ | P a l ä o g e n | Paläozän | Seelandium | 59,2 ⬍ 61,6   |
| ❮ | P a l ä o g e n | Paläozän | Danium     | 61,6 ⬍ 66     |
| ❮ | früher          | früher   | früher     | älter         |

Als Blaue Erde wird ein Sediment im Bereich der Danziger Bucht bezeichnet, das für seinen hohen Gehalt an Baltischem Bernstein bekannt ist.

## Geologie
Die Formation wurde lange Zeit in das Untere Oligozän/Obere Eozän gestellt. Jüngere radiometrische Untersuchungen ergaben hingegen ein mitteleozänes Alter (Lutetium). Neben dieser Formation treten unterhalb der Blauen Erde weitere Bernstein führende Schichten auf, die lithologisch der Blauen Erde nicht unähnlich sind. Diese Formationen („Wilde Erde“ und „Untere Blaue Erde“) gehören nach radiometrischer Datierung dem Ypresium an. Die regionalen lithostratigraphischen Einheiten der eigentlichen Blauen Erde des Lutetium tragen die Bezeichnungen „Preussische Formation“ (im Samland) und „Untere Mosina-Formation“ (in der Umgebung von Chłapowo, Polen).
Die Blaue Erde wird gewöhnlich in die etwa gleich mächtigen Einheiten Unterbank und Oberbank gegliedert. Die Unterbank wiederum besteht aus der Schichtfolge (von oben nach unten):
- Bunter Stich
- Steinstich
- Harter Stich

Die deutlich höchste Bernsteinkonzentration ist im so genannten Steinstich anzutreffen.
Die Blaue Erde ist ein toniger bis sandiger Schluff mit hohem Glaukonitgehalt. Der Glaukonit verleiht dem Sediment in feuchtem Zustand ein bläulich-grünliches Aussehen. Die Schichten der Blauen Erde erreichen im Samland und im Untergrund der Danziger Bucht stellenweise eine Mächtigkeit von bis zu 14 Metern. Die Vorkommen liegen zwischen etwa 10 und 100 Metern Tiefe unter der Erdoberfläche (bzw. unter dem Meeresgrund).

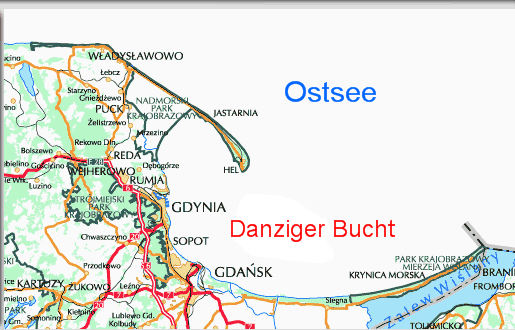
Die Danziger Bucht

Das mittel- bis obereozäne küstennahe, marine Sediment bildete sich in ruhigem Wasser, sehr wahrscheinlich in Lagunen und in dem ausgedehnten Delta des hypothetischen Flusses Eridanus, der, von Norden kommend, im Gebiet der heutigen Danziger Bucht mündete (Chłapowo-Samland-Delta).
Die unmittelbar unter der Blauen Erde liegende Wilde Erde enthält ebenfalls Bernstein, jedoch nicht in der hohen Konzentration wie die Blaue Erde. Das Gleiche gilt für die über der Blauen Erde liegenden Gestreiften Sande. Hingegen enthalten die in dieser Schichtenfolge liegenden lokalen Formationen Oberer Triebsand, Graue Mauer und Grüne Mauer keinen oder nur sehr geringe Mengen Bernstein.

## Geografie
Blaue Erde ist insbesondere an der Westküste des Samlandes nachgewiesen, wo sie auch im Tagebau zum Zwecke der Bernsteingewinnung abgetragen wird. Die Formation erstreckt sich weit in die Danziger Bucht und tritt auch im Westen der Danziger Bucht, vor allem seeseitig (Halbinsel Hel), in der Umgebung von Danzig aber auch weit landeinwärts (z. B. bei Lębork) verhältnismäßig oberflächennah in Erscheinung.
Berichte von Blauer Erde aus Mittel- und Südpolen oder aus dem Osten Deutschlands beziehen sich auf glazial verfrachtete Schollen dieses Sediments in quartären Ablagerungen des Weichsel-Glazials.

## Bernsteinführung und -gewinnung

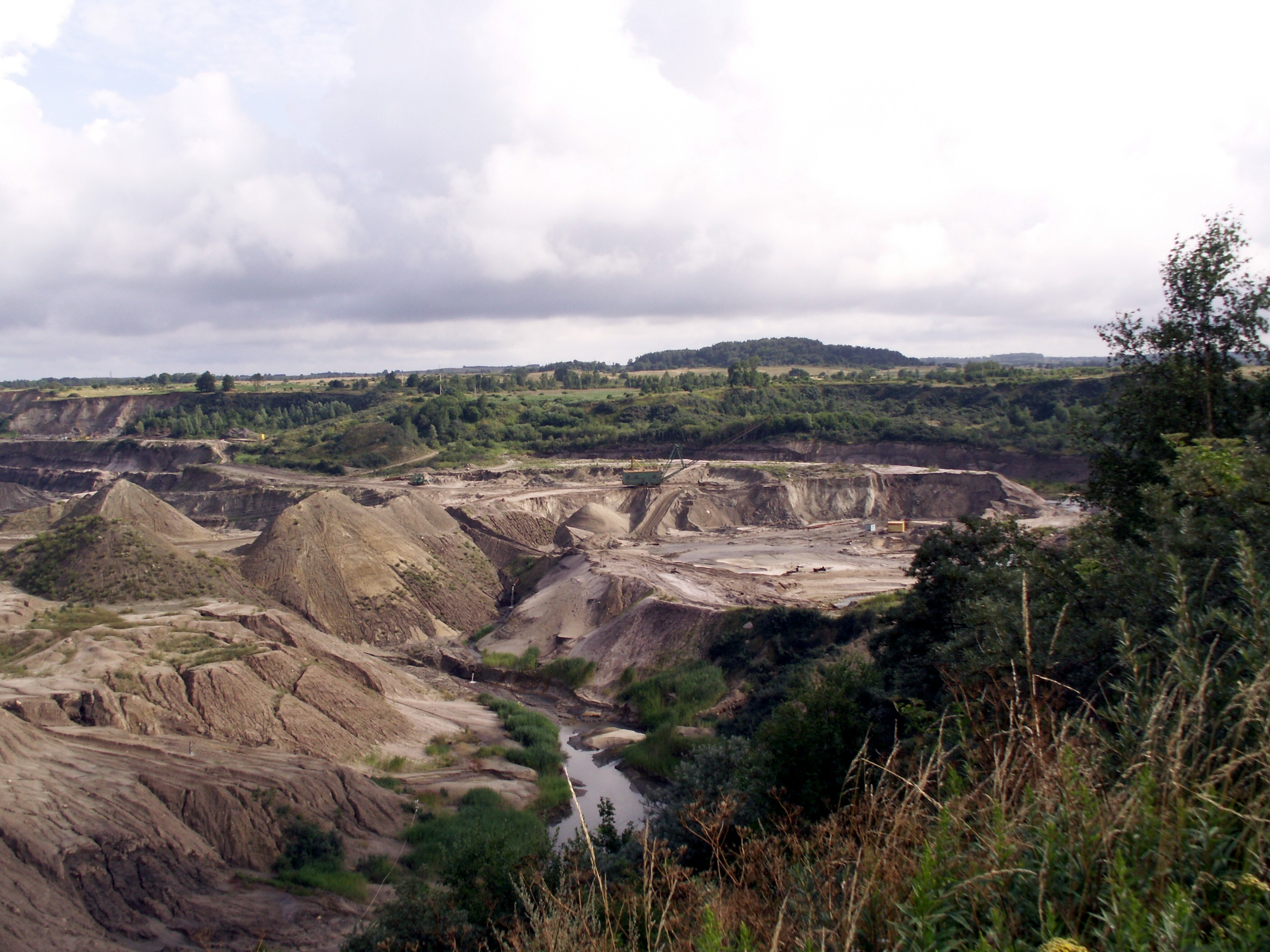
Bernsteinförderung bei Jantarny

Alle Abschnitte der Blauen Erde enthalten erhebliche Mengen Baltischen Bernsteins. Die Vorräte werden auf weit mehr als 600.000 Tonnen geschätzt. Die Konzentration schwankt im Allgemeinen zwischen 0,5 Kilogramm und 6,0 Kilogramm je Kubikmeter Blauer Erde. Wo die Blaue Erde dicht unter der Festlandoberfläche liegt, wird der darin befindliche Bernstein im Tagebau gewonnen. Im Jahre 2010 wurden in unmittelbarer Nähe der Küste bei Jantarny (früher Palmnicken) in der Grube „Primorskoje“ 341 Tonnen gefördert. In der Zeit von 1951 bis 1988 betrug die Förderung in heute stillgelegten Gruben an gleichem Ort insgesamt rund 17.700 Tonnen.